# Fez (prefeitura)

Bandeira da prefeitura.

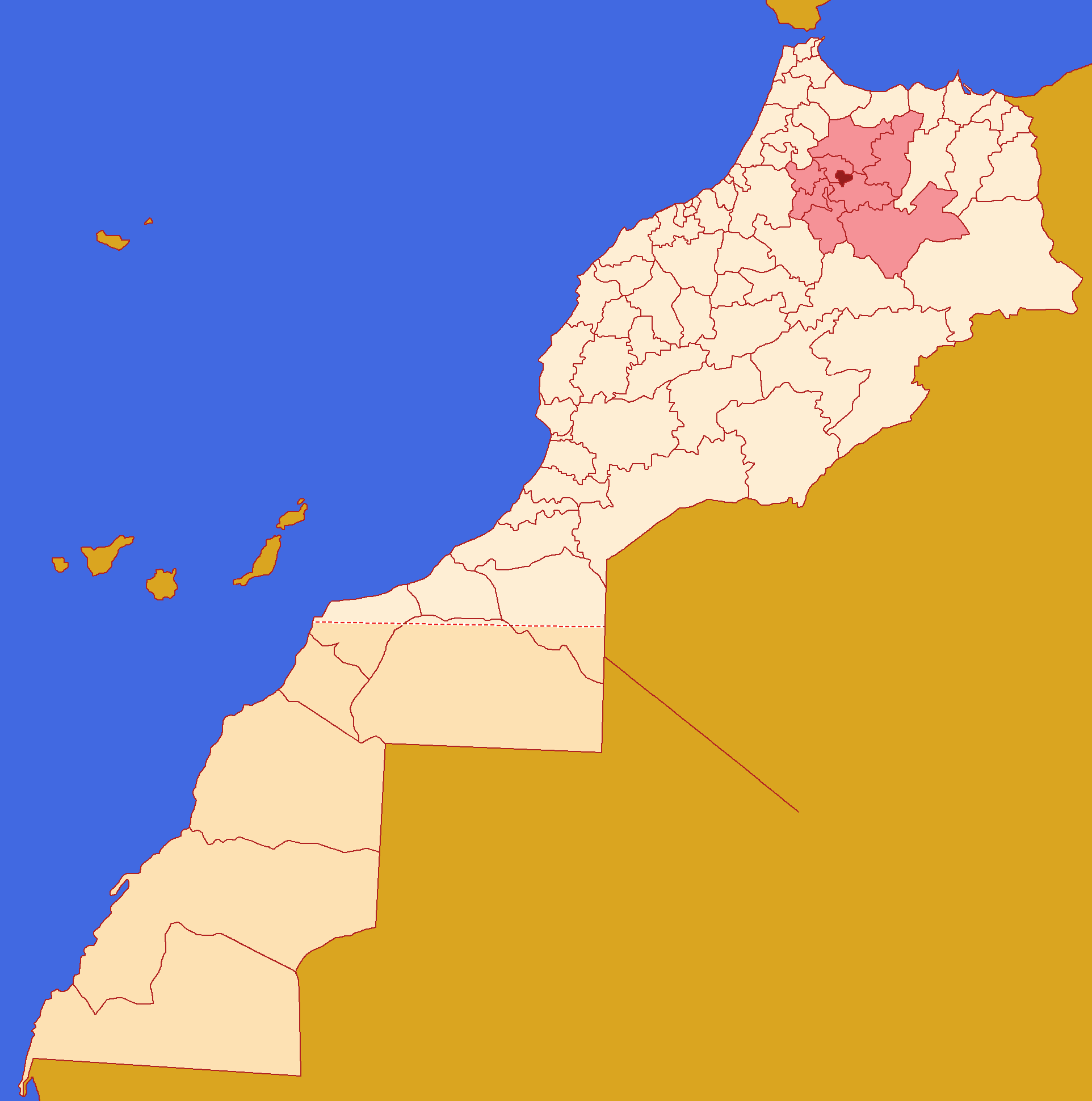
Localização da prefeitura em Marrocos.

Fez é uma prefeitura de Marrocos, que pertence administrativamente a região de Fez-Meknès. A sua capital é a cidade de Fez.

## Características geográficas
Superfície: 332 km²
População total: 1.150.131 habitantes (em 2014)